# ジョー・シリング
ジョー・シリング（Joe Schilling、1984年1月13日 - ）は、アメリカ合衆国オハイオ州デイトン出身の男性ムエタイ選手、キックボクサー、総合格闘家。ザ・ヤード所属。現WBCムエタイ世界ライトヘビー級王者。

## 来歴
幼少期は問題ばかりを起こし、悩んだ挙句に母親が連れて行った地元のキックボクシング教室で15歳の時ムエタイを始める。その後20歳の時にプロのムエタイ選手として活動していく事を決めオハイオ州からロサンゼルスへと生活の拠点を移す。アマチュアの戦歴は23戦して22勝1敗と当時から他を寄せ付けず、10キロ以上も体重の重い選手と試合をこなす事も多々あった。実際にプロのデビュー戦では現在のスーパーミドル級よりも2つ階級が重いクルーザー級で勝利をしている。
2010年9月に初のタイトルMTAAのアメリカチャンピオンとなる。その後、WBCムエタイのスーパー・ミドル級、ライト・ヘビー級のアメリカタイトルを獲得し、2011年10月21日にタイのガオグライ・ゲーンノラシンとの暫定王座決定戦で勝利し現WBCムエタイの暫定世界ライトヘビー級王者となった。
首相撲からの肘や膝の攻撃に長けておりKO率80%を超える事や本人の左腕に日本語で「モンスター」とタトゥーが入っている事からKOモンスターとも呼ばれている。プロボクシングの試合では2試合を行っており、デビュー戦ではアメリカ国内記録を塗り替える1R5秒でのKO記録を所持している。
日本では2009年9月20日に行われた「TITAN NEO6」にて日本チャンピオンの松本哉朗と対戦予定であったが、シリングが直前に右ひざ十字靭帯断裂という大怪我を負った事により中止になった経緯がある。その後、日本での試合は行われていない。
ロサンゼルスでは本人も所属しているThe Yardジムのオーナーでもあり、シリングのトレーナーである日系3世のマーク・コムロと共同経営を行っている。それ以前は元K-1ファイターの武蔵やボクシングの世界チャンピオン薬師寺保栄、畑山隆則なども合宿を行っていたロサンゼルスの今は無き名門ボクシングジム　LA Boxing Clubに通っていた。
2011年3月5日、アメリカロサンゼルスで行なわれたStand Up Promotionの興行にチェイズ・グリーンを破りWBCムエタイスーパー・ミドル級アメリカ王座獲得。
2011年8月20日、アメリカラスベガスで行なわれたBattle in the Desert 3参戦。本来のスーパー・ミドル級から1つ階級を上げたライト・ヘビー級でブランドン・バンダと対戦しWBCムエタイライト・ヘビー級アメリカ王座獲得。
2011年10月21日、M-One "Team Thailand vs. Team America"にてタイ王国のガオグライ・ゲーンノラシンから1ラウンドに3回のダウンを奪うなどしてレフェリーストップのTKO勝ちを収め現WBCムエタイの暫定世界ライトヘビー級王座獲得。

## 戦績

### 総合格闘技
| 総合格闘技 戦績 | 総合格闘技 戦績 | 総合格闘技 戦績 | 総合格闘技 戦績 | 総合格闘技 戦績 | 総合格闘技 戦績 | 総合格闘技 戦績 |
| --------------- | --------------- | --------------- | --------------- | --------------- | --------------- | --------------- |
| 10 試合         | (T)KO           | 一本            | 判定            | その他          | 引き分け        | 無効試合        |
| 4 勝            | 2               | 1               | 1               | 0               | 0               | 0               |
| 6 敗            | 2               | 3               | 1               | 0               | 0               | 0               |

| 勝敗 | 対戦相手                 | 試合結果                           | 大会名                             | 開催年月日     |
| ×    | トニー・ジョンソン       | 3R 2:07 KO（パンチ）               | Bellator 229: Koreshkov vs. Larkin | 2019年10月4日  |
| ○    | キース・ベリー           | 5分3R終了 判定3-0                  | Bellator 219: Awad vs. Girtz       | 2019年3月29日  |
| ○    | ウィル・モリス           | 1R 5:00 TKO（コーナーストップ）    | Bellator 210: Njokuani vs. Salter  | 2018年11月30日 |
| ×    | 加藤久輝                 | 2R 0:34 KO（左スーパーマンパンチ） | Bellator 139: Kongo vs. Volkov     | 2015年6月26日  |
| ×    | ハファエル・カルバーリョ | 5分3R終了 判定1-2                  | Bellator 136: Brooks vs. Jansen    | 2015年4月10日  |
| ○    | メルヴィン・マヌーフ     | 2R 0:32 KO（スタンドパンチ連打）   | Bellator 131: Tito vs. Bonnar      | 2014年11月15日 |
| ×    | トニー・ファーガソン     | 2R 2:12 リアネイキドチョーク       | Total Fighting Alliance 12         | 2008年9月13日  |

- キックボクシング： 32戦/23勝/9敗/13KO/

| 勝敗 | 対戦相手                   | 試合結果    | 大会名                                                                                  | 開催年月日     |
| ×    | 加藤久輝                   | 2R KO       | Bellator157【Dynamite2】 セントルイス                                                   | 2016年6月25日  |
| ○    | ジェイソン・ウィリニス     | 2R TKO      | Glory 24 デンバー                                                                       | 2015年10月9日  |
| ○    | ロバート・トーマス         | 3R 判定     | Glory 19 バージニア                                                                     | 2015年2月6日   |
| ×    | アーテム・レヴィン         | 3R 判定     | Glory 17 ロサンゼルス- ミドル級チャンピオンシップトーナメント・ラストマンスタンディング | 2014年6月21日  |
| ○    | ウェイン・バレット         | 3R 判定     | Glory 17 ロサンゼルス- ミドル級チャンピオンシップトーナメント・ラストマンスタンディング | 2014年6月21日  |
| ○    | サイモン・マーカス         | 4R KO       | Glory 17 ロサンゼルス- ミドル級チャンピオンシップトーナメント・ラストマンスタンディング | 2014年6月21日  |
| ×    | ウェイン・バレット         | 3R 判定     | Glory 12 ニューヨーク                                                                   | 2013年11月23日 |
| ○    | アーテム・レヴィン         | 延長1R 判定 | Glory 10 ロサンゼルス- ミドル級チャンピオンシップトーナメント                           | 2013年9月28日  |
| ○    | 清水賢吾                   | 3R 判定     | Glory 10 ロサンゼルス- ミドル級チャンピオンシップトーナメント                           | 2013年9月28日  |
| ×    | エディー・ウォーカー       | 2R KO       | Lion Fight 7                                                                            | 2012年10月13日 |
| ○    | カラペット・カラペチアン   | 5R 判定     | Battle for the Belts                                                                    | 2012年6月9日   |
| ×    | サイモン・マーカス         | 5R 判定     | Lion Fight 6                                                                            | 2012年5月12日  |
| ×    | サイモン・マーカス         | 1R KO       | Lion Fight "Battle in the Desert 5"                                                     | 2012年2月25日  |
| ○    | ガオグライ・ゲーンノラシン | 1R TKO      | M-One "Team Thailand vs. Team America"                                                  | 2011年10月21日 |
| ○    | ブランドン・バンダ         | 1R KO       | Battle in the Desert 3                                                                  | 2010年8月20日  |
| ○    | チェズ・グリーン           | 1R KO       | Stand Up Promotion                                                                      | 2010年3月5日   |
| ○    | チャズ・モルキー           | 3R TKO      | Kings Cup The Kings Birthday Celebration                                                | 2010年12月5日  |

- 国際式プロボクシング：2戦/1勝（1KO）/1無効試合
  - アメリカ国内最速KO記録保持者　1R 5秒

## 獲得タイトル
- GLORYミドル級世界トーナメント優勝
- WBCムエタイ ライトヘビー級暫定世界王座
- WBCムエタイ ライトヘビー級アメリカ王座
- WBCムエタイ スーパーミドル級アメリカ王座
- MTAA(Muay Thai Association of America)スーパーミドル級アメリカ王座
- グラディエーター・チャレンジ中南米スーパーミドル級王座